# Ernst Graf (Maler)
Kaspar Ernst Graf (* 17. Mai 1909 in Bern; † 20. August 1988 in Ermatingen; heimatberechtigt in Leutwil) war ein Schweizer Maler, Grafiker und Karikaturist.

## Leben und Werk
Ernst Graf absolvierte in Laupen eine Lehre als Lithograf und Grafiker. Anschliessend studierte er von 1929 bis 1931 in München und Paris. Ab 1934 lebte er in Ermatingen. Graf stellte seine Werke u. a. im Kunstmuseum Olten, Kunsthaus Zürich und Kunstmuseum St. Gallen aus. 1980 erhielt er den Kulturpreis des Kantons Thurgau. Die Gemeinde Ermatingen machte ihn zum Ehrenbürger. Sein Sohn war der Maler Urs Graf.
Graf wandte vielfältige künstlerische Techniken an, so schuf er unter anderem Aquarelle, Tempera, Zeichnungen, Radierungen, Lithografien, Holz- und Linolschnitte, Glasmalereien, Mosaiken und Wandbilder. Er widmete sich überwiegend der gegenständlichen Kunst, bis auf abstrakte Experimente in den 1970er Jahren. Als Maler orientierte er sich anfänglich an Vincent van Gogh und Augusto Giacometti. Er malte neben Figuren vor allem Landschaften aus seiner Umgebung wie den Untersee, aber auch Stadtansichten und industrielle Anlagen, welche oft einen einsamen bzw. verlassenen Eindruck vermitteln. Grafs grafisches Werk ist vom deutschen Expressionismus und von den Arbeiten von Käthe Kollwitz beeinflusst, wobei er vorwiegend politische Motive wählte. Seine Karikaturen zeigen meistens ziellos wirkende Grossstadtmenschen.

## Werke (Auswahl)
- Fresko und Glasfenster in der Schule Laupen, 1934
- Das Gesicht unserer Zeit. Graphische Blätter aus den Jahren 1943–1946, Karikaturen, 1946
- See ohne Wasser bei Ermatingen, Aquarell, 1962
- Glasfenster in der kleinen Ratsstube im Rathaus Appenzell, um 1963
- Wandteppich in der Landwirtschaftlichen Schule in Arenenberg, 1972
- Winter am Untersee, Holzschnitt, 1977